# Hongxi (köpinghuvudort i Kina, Yunnan Sheng, lat 24,15, long 103,32)
Hongxi (kinesiska: Hong-ch’i-chen, 虹溪) är en köpinghuvudort i Kina. Den ligger i provinsen Yunnan, i den sydvästra delen av landet, omkring 120 kilometer sydost om provinshuvudstaden Kunming. Antalet invånare är 42 414. Befolkningen består av 20 800 kvinnor och 21 614 män. Barn under 15 år utgör 20,0 %, vuxna 15-64 år 69 %, och äldre över 65 år 9,0 %.
Runt Hongxi är det ganska tätbefolkat, med 134 invånare per kvadratkilometer. Närmaste större samhälle är Daxinshao, 17,0 km nordost om Hongxi. Trakten runt Hongxi består i huvudsak av gräsmarker.
Genomsnittlig årsnederbörd är 1 039 millimeter. Den regnigaste månaden är juni, med i genomsnitt 228 mm nederbörd, och den torraste är januari, med 14 mm nederbörd.